# Gutenzell-Hürbel
Gutenzell-Hürbel település Németországban, azon belül Baden-Württembergben. Lakosainak száma 1848 fő (2023. december 31.).

## Népesség
A település népessége az elmúlt években az alábbi módon változott:
| Lakosok száma | 1545 | 1545 | 1464 | 1464 | 1425 | 1575 | 1840 | 1883 | 1837 | 1848 |
|               | 1961 | 1967 | 1974 | 1980 | 1987 | 1993 | 2000 | 2006 | 2013 | 2023 |